# Дятелі (Лосицький повіт)
Дятелі (пол. Dzięcioły, Дзенцьоли) — село в Польщі, у гміні Лосиці Лосицького повіту Мазовецького воєводства. Населення — 122 особи (2011).

## Історія
На схід від села лежить давнє руське городище XI—XII століть.
За даними етнографічної експедиції 1869—1870 років під керівництвом Павла Чубинського, у селі переважно проживали греко-католики, які розмовляли українською мовою.
У 1975—1998 роках село належало до Білопідляського воєводства.

## Населення
Демографічна структура станом на 31 березня 2011 року:
|          | Загалом | Допрацездатний вік | Працездатний вік | Постпрацездатний вік |
| -------- | ------- | ------------------ | ---------------- | -------------------- |
| Чоловіки | 60      | 13                 | 41               | 6                    |
| Жінки    | 62      | 9                  | 34               | 19                   |
| Разом    | 122     | 22                 | 75               | 25                   |